# 呈现与内容分离
呈现与内容分离（或“样式与内容分离”，形式和内容原则的特例）是一句常见的熟语、一种设计哲学，同时也是在多种出版技术中应用的一种方法学，涉及到信息检索、模板处理、网页设计、網頁程式設計、文字处理、桌面出版、模型驱动开发等出版领域。其为关注点分离这个更加宽泛的哲学的特例。

## 本意
这句话作为熟语的本意是：一篇文档的实际内容和意义，与这篇文档呈现给读者的方式，是相互独立的。
一个很常见的例子就是HTML里面表示强调的<em> ... </em> 短语元素。强调属于文档内容的一部分，而其呈现则可能是斜体文字，然而这两者之间并非充要关系——例如，已经加斜的文字中出现的强调可能反而要使用正常字体打印，以便凸显强调；反过来看，斜体不一定表示强调，也可以是前言的样式。再进一步，前边的案例讨论了视觉呈现的方式；然而如果使用音频输出，“强调”这个含义就可能使用更响或者更尖的语音合成器声音达成。
总之，内容和呈现的分离意味着文档中的标记元素永远都用于结构而非呈现，而将后者的任务得体地交给XSLT、XSL、CSS之类的正确工具。

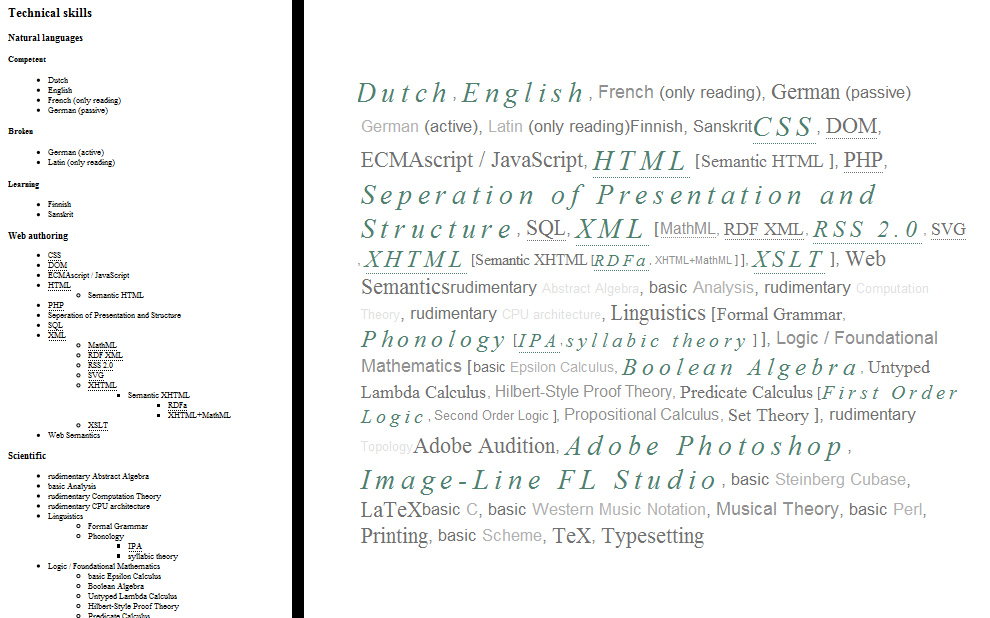
樣式與內容分離的極端示例——列表展現為標籤雲。

## 机器可读性
呈现和内容分离的基本目标是机器可读性，也就是要使得机器可以探测含义或意图，而机器可读性则是之后将要提到的各种目标的实现方式。例如，人类能够区分斜体在某处是强调，而在另一处是书名的情况；然而机器人和网络爬虫要做到这点就难得多。分离呈现和内容基本上就是要帮助它们分辨呈现方式相同而含义不同，或是理解含义相同而呈现不同的情况。
机器可读性使得实惠地以人类或机器用户们各自可以接受的格式提供信息成为可能。这样做要求能够将抽象快速经济地（也就是不经过浪费时间的返工）套用到新的实例中，主要需要的是自动化操作而非人类工时。例如：
- 在不同介质中传递相同信息，能快速便宜地切换介质，以及在同一介质中切换实例
  - 将同样的信息传递给不同的用户：
    - 打印展示（适合恐科技者，和对特定情形喜欢打印的用户）
      - 不须人工费时费力，就可切换多种排版设计（CSS Zen Garden 就是个好例子）[2]

    - 在线显示（大部分情况下是大部分用户）
      - 多种图形设计下的多种展示情况

    - 在线音频（适用于盲人和对特定情形喜欢声音的用户）
    - 盲文（适用于盲人）
    - API输入（适用于机器用户）
      - 机器们可以接收信息并且进一步变换加工。这些处理中有些人不能做或者不能又快又廉价地完成，但机器则能做到。例如：
        - 将一本书翻译到另一种自然语言
        - 将一段音频翻译到另一种自然语言
        - 将一段音频转写成文字以便阅读（适用于聋的或想要把语音信箱转成文字发到电子邮件或聊天的用户）
        - 在整个数据库内的数据中搜索ABC-XYZ，将所有ABC标蓝并将XYZ送给分类机器

## 常见用语
有一些常见用语描述呈现和内容这两个不同的交流维度，其中包括：
语义
逻辑、信息、本体、数据、大纲、模型、信息、内容。
审美（“与解析相关的”）
图形、设计、排版、样式、可视化、视图、介质、呈现。

## 可能性和分离的程度
在传媒设计中，要传达的消息是内容，而媒介是传达信息的工具。馬素·麥克魯漢在《Understanding Media》一书中提出“媒介即是訊息”，自此之后成为了不少辩论的焦点。
对这句话的一种解读是说媒介（呈现）的选择影响着信息（内容）本身。对于内容和媒介的选择可能会影响呈现的质量，也就会影响信息被接受的好坏程度。所以说，内容与呈现分离的程度取决于媒介本身的质量对消息质量影响的多少。在很多情况下，分离的可能性和程度和内容本身一样主观。

## 引用
1. ↑  .   [2016-05-14]. （原始内容存档于2016-10-12）.
2. ↑  .   [2016-05-14]. （原始内容存档于2021-01-11）.
3. ↑  Research and Advanced Technology for Digital Libraries: Second European Conference, Ecdl '98 by Christos Nikolaou, Constantine Stephanidis - 1998 - 911 pages